# Rúben Neves
Rúben Diogo da Silva Neves (Mozelos, 13 de março de 1997) é um futebolista português que atua como volante. Atualmente joga no Al-Hilal.

## Carreira

### Porto
Depois de chegar ao Porto, quando tinha apenas oito anos, Rúben Neves estava subindo através das diferentes categorias de clube de jovens antes de jogar por empréstimo no Padroense durante a temporada 2012–13. Na última temporada, Rúben Neves jogou com o U17 combinado Porto e ficou no banco em um par de reuniões da equipe B, durante os meses de abril e maio. Depois disso, o meia brilhou no Sub-17 Campeonato da Europa, realizada em Malta, jogando todos os jogos de Portugal caminho para as semi-finais.
Com uma vaga na posição do meio-campista no Porto, após a saída de Fernando para o Manchester City e a convocação de Tomás Podstawski para jogar para o Campeonato Europeu Sub-19 de 2014, no mês de julho, Neves não perdeu uma oportunidade para impressionar o novo técnico Julen Lopetegui durante a pré-temporada.
Neves impressiona com a sua precisão no passe, a sua visão de jogo e o seu posicionamento astuto em campo, mostrando uma grande maturidade apesar da sua pouca idade. Embora jogue normalmente como volante, um meio-campista mais recuado, o luso é bom nos passes longos e lançamentos, além de ter boa chegada ao ataque e bom chute de fora da área. Na temporada 2015–16, foi habitual titular e no dia 20 de outubro de 2015 tornou-se o mais jovem capitão dos Dragões em competições da UEFA, num jogo contra o Maccabi Tel Aviv, a contar para a fase de grupos da mesma competição.

### Wolverhampton
Foi anunciado como novo reforço do Wolverhampton no dia 8 de julho de 2017.Ele marcou seu primeiro gol em 15 de agosto, em uma vitória por 3 a 2 fora de casa sobre o Hull City.
Rúben Neves chegou à Liga Inglesa League em 2017. Ele jogou por seis temporadas completas pelo Wolverhampton, totalizando 253 jogos e 30 gols.

### Al Hilal
Em 23 de junho de 2023, O Al Hilal anunciou a contratação de Rúben Neves, os sauditas pagaram aos Wolves 55 milhões de euros (R$ 286 milhões), contrato de Neves com os árabes tem validade até junho de 2026.[carece de fontes?] Rúben Neves foi lançado por Jesus no decorrer do encontro entre Al Hilal e Gorica, da Eslovénia, 2-0 para os sauditas, tendo feito a estreia em 10 de junho de 2023.

## Seleção Nacional
Já representou a Seleção Portuguesa Sub-21, e atualmente é presença constante na Seleção Portuguesa principal.

## Títulos
Wolverhampton
- EFL Championship: 2017–18[5]

Al-Hilal
- Supercopa da Arábia Saudita: 2023, 2024
- Campeonato Saudita: 2023–24
- Copa do Rei: 2023–24

Seleção Portuguesa
- Liga das Nações da UEFA: 2018–19, 2024–25

### Prêmios individuais
- Equipe do torneio do Campeonato Europeu Sub-17 de 2014
- 40 jovens promessas do futebol mundial de 2014 (The Guardian)[6]
- 50 jovens promessas do futebol mundial de 2016 (La Gazzetta dello Sport)[7]